# Caenolestes condorensis
Caenolestes condorensis är en pungdjursart som beskrevs av Albuja och Colin Patterson 1996. Caenolestes condorensis ingår i släktet Caenolestes och familjen inkanäbbmöss. IUCN kategoriserar arten globalt som sårbar. Inga underarter finns listade.
Arten når i genomsnitt en kroppslängd av 25,6 cm, inklusive en cirka 12,7 cm lång svans och vikten är omkring 48 g. Djuret påminner med sin långdragna nos om en näbbmus i utseende. På ovansidan förekommer gråbrun päls och undersidan är täckt av mera brun päls. Liksom andra släktmedlemmar har Caenolestes condorensis en svans som är täckt med fina vita hår och den ser därför naken ut. Arten tillhör pungdjuren men honor saknar pung (marsupium). Unga honor kan tillfällig utveckla en hudveck på bålens undersida. På varje sida av buken finns fyra spenar.
Pungdjuret förekommer i en liten region vid gränsen mellan norra Peru och Ecuador. Området ligger ungefär 2 000 meter över. Habitatet utgörs av hed.
En upptäckt hona var dräktig med fyra ungar. Antagligen förekommer bara en kull per år mellan februari och augusti. Troligen jagas arten av rovdjur som lever i samma region, bland annat andisk katt, pampaskatt, Magellanräv och puma. Allmänt antas att Caenolestes condorensis har samma levnadssätt som andra släkt- eller familjemedlemmar.